# Вуйтувка (гміна Ваґанець)
Вуйтувка (пол. Wójtówka) — село в Польщі, у гміні Ваґанець Александровського повіту Куявсько-Поморського воєводства.
Населення — 375 осіб (2011).
У 1975-1998 роках село належало до Влоцлавського воєводства.

## Демографія
Демографічна структура станом на 31 березня 2011 року:
|          | Загалом | Допрацездатний вік | Працездатний вік | Постпрацездатний вік |
| -------- | ------- | ------------------ | ---------------- | -------------------- |
| Чоловіки | 189     | 33                 | 142              | 14                   |
| Жінки    | 186     | 34                 | 121              | 31                   |
| Разом    | 375     | 67                 | 263              | 45                   |